# Toxobotys boveyi
Toxobotys boveyi is een vlinder van de familie van de grasmotten (Crambidae). De wetenschappelijke naam van deze soort is voor het eerst voorgesteld door Hans Bänziger in een publicatie uit 1987.
De soort komt voor in Thailand.